# العلاقات النيجرية المدغشقرية
العلاقات النيجرية المدغشقرية هي العلاقات الثنائية التي تجمع بين النيجر ومدغشقر.

## مقارنة بين البلدين
هذه مقارنة عامة ومرجعية للدولتين:
| وجه المقارنة                                              | النيجر          | مدغشقر                      |
| --------------------------------------------------------- | --------------- | --------------------------- |
| المساحة (كم2)                                             | 1.27 مليون      | 587.04 ألف                  |
| عدد السكان (نسمة)                                         | 21.48 مليون     | 25.57 مليون                 |
| الكثافة السكانية (ن./كم²)                                 | 16.91           | 43.56                       |
| العاصمة                                                   | نيامي           | أنتاناناريفو                |
| اللغة الرسمية                                             | لغة فرنسية      | اللغة الملغاشية، لغة فرنسية |
| العملة                                                    | فرنك غرب أفريقي | أرياري مدغشقري              |
| الناتج المحلي الإجمالي (بليون دولار)                      | 8.12 مليار      | 11.50 مليار                 |
| الناتج المحلي الإجمالي (تعادل القوة الشرائية) بليون دولار | 19.01 مليار     | 35.51 مليار                 |
| الناتج المحلي الإجمالي الاسمي للفرد دولار أمريكي          | 358             | 401                         |
| الناتج المحلي الإجمالي للفرد دولار أمريكي                 | 938             | 1.44 ألف                    |
| مؤشر التنمية البشرية                                      | 0.348           | 0.510                       |
| رمز المكالمات الدولي                                      | +227            | +261                        |
| رمز الإنترنت                                              | .ne             | .mg                         |
| المنطقة الزمنية                                           | ت ع م+01:00     | ت ع م+03:00                 |

## منظمات دولية مشتركة
يشترك البلدان في عضوية مجموعة من المنظمات الدولية، منها:
| علم المنظمة | اسم المنظمة                                 | تاريخ انضمام النيجر | تاريخ انضمام مدغشقر |
| ----------- | ------------------------------------------- | ------------------- | ------------------- |
|             | وكالة ضمان الاستثمار متعدد الأطراف          | 10 مايو 2012        | 8 يونيو 1988        |
|             | منظمة الشرطة الجنائية الدولية               | ?                   | ?                   |
|             | مجموعة دول أفريقيا والكاريبي والمحيط الهادئ | ?                   | ?                   |
|             | منظمة حظر الأسلحة الكيميائية                | ?                   | ?                   |
|             | منظمة التجارة العالمية                      | ?                   | ?                   |
|             | الفريق المعني برصد الأرض                    | ?                   | ?                   |
|             | الأمم المتحدة                               | 20 سبتمبر 1960      | 20 سبتمبر 1960      |
|             | الاتحاد الأفريقي                            | ?                   | ?                   |
|             | مؤسسة التمويل الدولية                       | 7 يناير 1980        | 27 سبتمبر 1963      |
|             | يونسكو                                      | 10 نوفمبر 1960      | 10 نوفمبر 1960      |
|             | مؤسسة التنمية الدولية                       | 24 أبريل 1963       | 25 سبتمبر 1963      |
|             | الاتحاد الدولي للاتصالات                    | 14 نوفمبر 1960      | 11 مايو 1961        |
|             | البنك الإفريقي للتنمية                      | ?                   | ?                   |
|             | أفريستات ‏                                   | 21 سبتمبر 1993      | 2013                |
|             | البنك الدولي للإنشاء والتعمير               | 24 أبريل 1963       | 25 سبتمبر 1963      |
|             | المركز الدولي لتسوية المنازعات الاستشارية   | 14 ديسمبر 1966      | 14 أكتوبر 1966      |
|             | الاتحاد البريدي العالمي                     | ?                   | ?                   |